# نويل تي كين
نويل تي كين (بالإنجليزية: Noel Thomas Keen)‏ هو عالم نبات وأستاذ جامعي أمريكي، ولد في 13 أغسطس 1940 في مارشالتاون في الولايات المتحدة، وتوفي في 18 أبريل 2002 في ريفرسايد في الولايات المتحدة بسبب ابيضاض الدم.